# Abborrtjärnen (Arvidsjaurs socken, Lappland, 727741-168975)
Abborrtjärnen är en sjö i Arvidsjaurs kommun i Lappland och ingår i Åbyälvens huvudavrinningsområde. Sjön har en area på 0,137 kvadratkilometer och ligger 381,1 meter över havet. Abborrtjärnen ligger i Åbyälven Natura 2000-område.

## Delavrinningsområde
Abborrtjärnen ingår i det delavrinningsområde (727739-168959) som SMHI kallar för Mynnar i Östra Kikkejaure. Medelhöjden är 395 meter över havet och ytan är 1,71 kvadratkilometer. Det finns ett avrinningsområde uppströms, och räknas det in blir den ackumulerade arean 9,99 kvadratkilometer. Vattendraget som avvattnar avrinningsområdet har biflödesordning 2, vilket innebär att vattnet flödar genom totalt 2 vattendrag innan det når havet efter 120 kilometer. Avrinningsområdet består mestadels av skog (77 procent). Avrinningsområdet har 0,14 kvadratkilometer vattenytor vilket ger det en sjöprocent på 7,9 procent.